# U–546
Az U–546 tengeralattjárót a német haditengerészet rendelte a hamburgi Deutsche Werft AG-től 1941. június 5-én. 1943. június 2-án állították szolgálatba. A tengeralattjáró egy hadihajót süllyesztett el.

## Pályafutása
Az U–546 1944. január 26-án a norvégiai Marvikenből futott ki első útjára Paul Just kapitány irányításával. Az Atlanti-óceán északi részén vadászott szövetséges hajókra. Február 16-án egy Sunderland típusú repülőgép rátámadt a búvárhajóra. A legénység egy tagja elesett, és a dízelmotorok és megsérültek, de az U–546 folytatni tudta a küldetést.
A tengeralattjáró második harci küldetésére 1944. június 15-ére indult, célja az Atlanti-óceán középső része volt. Százötven napos útján Mauritániáig hajózott. Az odavezető úton, június 20-án az U–546-ot felfedezte egy amerikai tengeralattjáró-vadász csoport Funchaltól nyugatra. Az U–546 torpedót lőtt ki az egyik kísérő hordozóra, de nem találta el. A szövetségesek mélységi bombákkal támadták a búvárhajót három órán át, de a tengeralattjárónak sikerült megszöknie.
Utolsó útján, 1945. április 24-én az U–546 megpróbálta megtámadni a USS Bogue amerikai hordozót az Atlanti-óceán északi részén. Az egyik kísérő hadihajó, a USS Frederick C. Davis felfedezte a tengeralattjárót, és megkezdte a felkészülést az akcióra, közben azonban torpedótalálatot kapott. A romboló kettétört, orra és fara is kiemelkedett a vízből, majd elsüllyedt. A legénységből 113 ember meghalt, 82 túlélte a támadást.
Az amerikai rombolók – USS Flaherty, USS Neunzer, USS Chatelain, USS Varian, USS Hubbard, USS Janssen, USS Pillsbury és USS Keith – megkezdték a tengeralattjáró üldözését, és mélységi bombákkal megsemmisítették. A német tengerészek közül 26 meghalt, 33 túlélte a támadást.

## Kapitány
| Név       | Kezdőnap        | Zárónap           |
| --------- | --------------- | ----------------- |
| Paul JUst | 1943. június 2. | 1945. április 24. |

## Őrjáratok
| Indulás  | Indulónap         | Érkezés   | Zárónap            |
| -------- | ----------------- | --------- | ------------------ |
| Marviken | 1944. június 26.  | Lorient   | 1944. április 23.  |
| Lorient  | 1944. június 15.  | Flensburg | 1944. november 11. |
| Kiel     | 1945. március 11. |           | 1945. április 24.  |

* A tengeralattjáró nem érte úti célját, elsüllyesztették

## Elsüllyesztett hajó
| Dátum             | Hajó neve                        | Nemzetisége      | Brt  |
| ----------------- | -------------------------------- | ---------------- | ---- |
| 1945. április 24. | USS Frederick C. Davis (DE 136)* | Egyesült Államok | 1200 |

* Hadihajó